# Karin Anna Cheung
Pour les articles homonymes, voir Karin, Anna et Cheung.
Karin Anna Cheung, née le 2 novembre 1974 à Los Angeles, est une actrice, réalisatrice, scénariste et productrice américaine.

## Filmographie

### Comme actrice
- 2001 : Karaoke Nights (série télévisée) : Sara
- 2002 : Better Luck Tomorrow : Stephanie Vandergosh
- 2003 : Lock Her Room (court métrage)
- 2003 : The Matrices (court métrage) : la teenager
- 2004 : Prodigy (téléfilm)
- 2006 : Drake and Josh Go Hollywood (téléfilm) : l'hôtesse de l'air
- 2006 : Abominable : C.J.
- 2006 : Independent Lens (série télévisée documentaire) : Aimee Fung
- 2007 : The Trap (film, 2007)The Trap (court métrage) : Kelly Wong
- 2008 : Eat (court métrage) : Jenny
- 2008 : Maneater (court métrage) : la fille sexy #3
- 2012 : The People I've Slept With (en) : Angela
- 2012 : What If People Died
- 2012 : Hibakusha : Kaz Suyeishi (voix)
- 2016 : The Unbidden : Anna jeune
- 2017 : Rice on White : Robin
- 2018 : Staycation : Monica

### Comme réalisatrice
- 2009 : Boom (court métrage)

### Comme scénariste
- 2009 : Boom (court métrage)

### Comme productrice
- 2009 : Boom (court métrage)
- 2016 : Ready to Roll (documentaire)